# Alex dos Santos Gonçalves
Alex dos Santos Gonçalves oder kurz Alex (* 20. Mai 1990 in Teixeira de Freitas) ist ein brasilianischer Fußballspieler.

## Karriere
Alex spielte in der Nachwuchsabteilung von Grêmio FBPA in Porto Alegre und startete seine Profikarriere im Jahr 2008 beim serbischen Klub FK Teleoptik. Nach zwei Jahren kehrte er nach Brasilien zurück und begann für Fluminense FC in Rio de Janeiro zu spielen. Bei diesem Verein wurde er sporadisch im Kader behalten und an die Vereine SC Internacional, CS Concordia Chiajna und Universitatea Cluj ausgeliehen.
2013 verpflichtete ihn dann der Tombense FC. Auch hier blieb er nur kurze Zeit im Mannschaftskader und wurde an andere Vereine ausgeliehen. In dieser Zeit spielte er für América FC (RN), für Pandurii Târgu Jiu in Rumänien und den portugiesischen Erstligisten Moreirense FC.
Für die Saison 2015/16 wurde er in die türkische TFF 1. Lig an den Aufsteiger Yeni Malatyaspor ausgeliehen. Nach einer halben Saison wurde er an den Capivariano FC erneut ausgeliehen. Mitte 2016 kehrte er zu Tombense zurück. Im zweiten Halbjahr 2017 wurde er an Botafogo FC (SP) ausgeliehen. Anfang 2018 wechselt er zu EC Água Santa. Nach vier Monaten verließ er den Verein wieder und schloss sich Botafogo an, bei dem er schon einmal spielte. Noch im selben Jahr wechselte er wieder den Verein und spielte für Araxá EC. 
Im Januar 2019 wechselte er zum Sertãozinho FC und spielte dort für etwas mehr als drei Monate. Seine nächste Vereinsstation war Persela Lamongan die in der 1. Liga Indonesiens spielten. Dort schoss er 17 Tore in 29 Spielen. Im Januar 2020 hat er den Verein verlassen und ging zum Ligakonkurrenten Persikabo 1973. Anfang 2021 wechselt er in die USA zum Erstligisten Melaka United. Im Sommer ging er dann zurück nach Indonesien zu Persita Tangerang.
Von Dezember 2021 bis Mai 2022 war er Vereinslos. Aktuell ist er in Brasilien bei Veranópolis ECRC unter Vertrag.

## Erfolge
Fluminense Rio de Janeiro
- Série A: 2010

Internacional Porto Alegre
- Staatsmeisterschaft von Rio Grande do Sul: 2011